# Abacarus hystrix
Abacarus hystrix (лат.) — вид микроскопических четырёхногих клещей рода Abacarus семейства Eriophyidae (Trombidiformes). Вредитель растений, галлообразователь и переносчик некоторых вирусов мозаики луговых и пастбищных трав.

## Распространение
Палеарктика, Неарктика, Афротропика, Австралия, Новая Зеландия.

## Описание
Мельчайший в мире представителем всего класса паукообразных (и один из мельчайших видов типа членистоногие в целом) — их длина от 0,125 до 0,250 мм. Тело червеобразное, белого, жёлтого или оранжевого цвета. Перезимовывает на взрослой стадии или на стадии яйца. Среди видов-хозяев отмечены более 60 видов травянистых растений, включая пшеницу мягкую (Triticum aestivum), рожь (Secale cereale), рис посевной (Oryza sativa), свинорой пальчатый (Cynodon dactylon), плевел многолетний (Lolium perenne), костёр (Bromus inermis), пырей ползучий (Elytrigia repens) и другие. В результате молекулярно-генетических исследований митохондриальных и ядерных ДНК вид признан политипическим (комплексом видов) и, предположительно, состоит из нескольких видов-сиблингов.
Таксон впервые был описан в 1896 году австрийским зоологом Альфредом Налепой (Alfred Nalepa; 1856—1929).